# Donald Bitzer
Donald Bitzer (East St. Louis, 1 de janeiro de 1934 – Cary, 10 de dezembro de 2024) foi um engenheiro estadunidense.
Inventor da tela de plasma e reconhecido como "pai do PLATO", dedicou-se a melhorar a produtividade em sala de aula mediante a utilização de tecnologias computacionais e de telecomunicações.
cience at North Carolina State University.

## Morte
Ele morreu em casa em Cary, Carolina do Norte em 10 de dezembro de 2024, aos 90 anos.